# Vegard Gjermundshaug
Vegard Bjørn Gjermundshaug, né le 10 janvier 1992 à Tynset, est un biathlète norvégien.

## Biographie
Membre du Alvdal IL, il fait partie de l'équipe nationale depuis la saison 2012/2013, remportant cet hiver le titre de champion du monde junior de relais et le titre national sénior de l'individuel devant Lars Helge Birkeland. Il débute en Coupe du monde en mars 2015 à Khanty-Mansiïsk (47e). Au début de la saison 2016/2017, il marque ses premiers points en Coupe du monde avec une 24e place sur l'individuel d'Östersund. En mars 2017, il monte sur son premier podium en Coupe du monde avec le relais avec une troisième place à Pyeongchang.
Durant la saison 2017-2018, il ne court que l'IBU Cup, remportant un sprint.
Son frère Jan Olav est aussi un biathlète de haut niveau.

## Palmarès

### Coupe du monde
- Meilleur classement général : 72e en 2017.
- Meilleur résultat individuel : 24e.
- 1 podium en relais : 1 troisième place.

#### Classements annuels
| Année     | Classement général final |
| 2016-2017 | 72e                      |

### Championnats d'Europe
- Otepää 2015 : 
  -  médaille de bronze en relais.

### Championnats du monde junior
- Médaille d'or en relais en 2013.

### IBU Cup
- 4e du classement général en 2015.
- 6 podiums individuels, dont 1 victoire.
- 2 victoires en relais mixte.